# Panzerdivision
Panzerdivisionen (PzDiv) sind bewegliche Großverbände der Panzertruppe, die aus Kampfpanzer-, motorisierten oder gepanzerten Infanterie-, Kampfunterstützungs- und Führungsunterstützung-Verbänden bestehen. Erstmals fasste die deutsche Wehrmacht Kampfpanzer zu selbständigen Divisionen zusammen, wodurch das Deutsche Reich bei Beginn des Zweiten Weltkriegs gegenüber den meisten anderen Staaten eine operativ-taktische Überlegenheit besaß.

## Entwicklung des Konzepts

### Vorgeschichte
Mit dem Erstarren der Fronten im Ersten Weltkrieg durch den Einsatz schnell feuernder Waffen und der massierten Nutzung von Artillerie veränderte sich das Schlachtfeld und der Charakter des Krieges, den man bis dahin gekannt hatte. Schmerzlich war allen Militärs bewusst geworden, welch immenser Nachteil entstand, wenn die Dynamik eines Bewegungskrieges verloren ging. Nach einer Lösung suchend entwickelten französische und britische Ingenieure gepanzerte Fahrzeuge, welche den Soldaten beim Durchqueren der Todeszonen im Stellungskrieg Schutz bieten konnten und welche die eigenen Waffen an den Feind herantragen konnten.
Mit der Einführung des Tank, wie der später als Panzer bezeichnete Kampfwagen auf Seiten der Entente hieß, änderte sich die Situation. Die ersten Versuche ließen darauf hoffen, das mit diesen Fahrzeugen Durchbrüche zu erreichen waren und es entstanden erste Einheiten, die überwiegend aus Panzern bestanden. Tanks (Panzer) wurden dazu in selbständigen Kompanien oder Bataillonen zusammengefasst und bei den folgenden Durchbruchsoffensiven zusammengefasst eingesetzt. Beispiele hierfür sind die Schlacht von Cambrai 1917 und die Schlacht von Amiens 1918.
Nach dem Ende des ersten großen Krieges wurde dem Deutschen Reich die Entwicklung und der Besitz von Tanks (Panzern) verboten. Doch der Vertrag von Versailles wurde bereits in jener Epoche nur als ein Waffenstillstand auf Zeit wahrgenommen. Und schon bald begannen die Militärs aller Länder sich mit den Möglichkeiten, welche durch die neuen Waffensysteme entstanden zu beschäftigen. In dieser Zwischenkriegszeit wurden viele Konzepte durchdacht, doch die grundsätzliche Mechanisierung der Armeen hatte begonnen und frühere Kavalleriedivisionen wurden in vielen Ländern mit Motorfahrzeugen ausgerüstet.
Darüber wie Panzer in die Kriegsführung einzubinden waren herrschte jedoch selbst innerhalb der militärischen Führungen der Länder Uneinigkeit.

### Theorie und Praxis
Die britischen Streitkräfte begannen mit der Entwicklung eines Organisationskonzepts für künftige mechanisierte Verbände in Form der Aufstellung einer Brigade mit der Bezeichnung Experimental Mechanized Force am 1. Mai 1927. Nicht einmal zwei Jahre lang sammelte man bis zur Auflösung des Verbandes im Februar 1929 in Übungen Erfahrungen in der Konfrontation mit klassischen Infanterie- und Kavallerieverbänden. Ab 1931 dann verfügten die britischen Streitkräfte, welche zu dieser Zeit in Ausrüstung und Technik führend waren, über eine Panzerbrigade (Tank Brigade), die 1933 zum permanenten Truppenteil gemacht wurde.
In Deutschland hatte die Vorbereitung für eine heimliche Aufrüstung der Reichswehr schon im April 1926 begonnen, als eine Spezifikation für den Armeewagen 20 festgelegt wurde. Im März 1927 wurden die Firmen Daimler-Benz, Krupp und Rheinmetall beauftragt einen Panzer mit der Tarnbezeichnung Großtraktor zu entwickeln und im Mai 1928 folgte der Entwicklungsauftrag für ein Fahrzeug mit der Tarnbezeichnung Leichttraktor. Durch die geheimgehaltene Zusammenarbeit mit der jungen Sowjetunion gelang es die Fahrzeuge zu testen und Offizieren für eine künftige Panzertruppe auszubilden. Wie bei allen anderen Ländern stellte in dieser Zeit auch im Deutschen Reich das vorhandene Produktionspotential und der Entwicklungsstand neuer Panzertypen ein Hindernis für die Aufstellung größerer Verbände dar. Auch wenn bereits 1932 ein Prototyp des später als Panzerkampfwagen I bekannt gewordenen M.G.-Panzerkampfwagen verfügbar war, so wurden erst in den Jahren 1935 und 1936 Prototypen der späteren Panzerkampfwagen III und Panzerkampfwagen IV, welche dem eigentlichen Wunsch der Generalstabs der Heeres entsprachen, vorgestellt. Auch stellte sich in dieser Zeit für das Allgemeine Heeresamt immer wieder die Frage der Finanzierung. Gleichzeitig sollten nach Sicht des Allgemeinen Heeresamtes, die Erfahrungen, welche sich aus Übungen und dem Umgang mit vorhandenem Material und neuen Organisationsformen ergaben, Einfluss auf den jeweils anderen Bereich haben. Beispielhaft kann angeführt werden, dass während der Entwicklung des Panzerkampfwagen III in einem Schreiben des AHA vom 28. Januar 1938 formuliert wurde: „…kann die taktische Auswertung (der Versuchserprobung) einen bedeutsamen Einfluß auf die detaillierte technische Konstruktion des Panzers haben.“
Die Entwicklungsgeschichte der amerikanischen Panzertruppe während der Zwischenkriegszeit ist recht überraschend. Während schon während des Ersten Weltkrieges das American Expeditionary Forces Tank Corps geschaffen wurde, in dem alle Panzerverbände organisiert waren und für die unabhängige Bataillone aufgestellt wurden, entschloss man sich auf amerikanischer Seite kurz nach dem Waffenstillstand 1918 zur Rückführung der Truppen und zur Eingliederung in die Army als Tank Service of the National Army. Am 1. September 1929 wurde das 1st Tank Regiment aufgestellt, welches ab dem 25. Oktober 1932 als 66th Infantry Regiment (Light Tanks) bezeichnet wurde. Erst im Juli 1940 wurde die Einheit Teil der 2nd Armored Division. Der erste amerikanische Großverband, die 1st Armored Division, entstand aus einer Kavallerieeinheit, dem 1st Cavalry Regiment, am 16. Januar 1933.
Italien stellte im Jahr 1926 ein erstes Panzer-Regiment mit fünf unabhängigen Panzerbataillonen auf. Es folgte am 1. Oktober 1927 die Bildung der italienischen Panzertruppe. Bis zu den ersten Kampfeinsätzen in Äthiopien und im spanischen Bürgerkrieg entstanden jedoch in Italien keine Panzerdivisionen. Erst im April 1939 wurde die erste italienische Panzerdivision aufgestellt.
Die Auffassung des französischen Oberkommandos der 1930er Jahre war genauso uneinheitlich wie in den anderen Ländern, doch verfolgten die interessierten deutschen Offiziere sehr genau was in Frankreich passierte, da Frankreich seit dem Ersten Weltkrieg über eine erhebliche Anzahl an Panzern verfügte. Wenn auch eine Großzahl veraltet waren, gab es in den Zwischenkriegsjahren nicht zuletzt auf Betreiben der französischen Rüstungsindustrie, einige Fahrzeugentwicklungen und konzeptionelle Ideen zur Organisation von Panzerverbänden, welche letztlich auch der französischen Armee unmittelbar nach Beginn des Zweiten Weltkrieges die Aufstellung von Panzerdivisionen (Division Cuirassée) ermöglichte. Noch 1936 hatte General Gamelin geäußert, dass man sich in Frankreich seit 1932 mit größeren Panzerverbänden beschäftigt habe, doch die Entwicklung leistungsfähiger Panzerabwehrwaffen, spreche gegen einen massierten Einsatz. Die Aufstellung der Panzerdivisionen in Deutschland und die Erfahrungen aus dem Spanischen Bürgerkrieg hielten die Diskussion am Leben. Eine mögliche Doktrin zum taktischen Einsatz wurde im Februar 1939 veröffentlicht, doch erst der Angriff auf Polen und der dortige Einsatz der deutschen Panzerdivision überzeugte die französische Führung. Die fehlenden Jahre der Ausbildung dieser Verbände im Vergleich zur deutschen Panzertruppe sollten sich beim Angriff der Wehrmacht auf Frankreich nachteilig bemerkbar machen.

## Deutsche Panzerdivisionen vor und im Zweiten Weltkrieg
Per 12. Oktober 1934 wurde erstmals in Deutschland eine Gliederung für Versuchs-Panzerdivision 1934/1935 erstellt. Dabei waren zwei Panzerregimenter, ein leichtes Schützenregiment, ein Kradschützenbataillon, eine Kampfwagen-Abwehrabteilung, ein leichtes Artillerieregiment, eine leichte Divisions-Nachrichtenabteilung und eine leichte Pionierkompanie für diesen neuen Verbandstypen vorgesehen. Am 1. Februar 1935 wurden per Weisung erstmals die bisher unter Tarnbezeichnungen aufgestellten Truppenteile der Kraftfahrtruppe, welche mit Panzerfahrzeugen ausgerüstet waren, als Panzerdivision mit Panzerbrigade und Panzerregimentern bezeichnet.
Erst am 16. März 1935 mit der Wiedereinführung der Wehrpflicht wurde eine öffentliche Verwendung der Bezeichnung erlaubt. Im August gleichen Jahres wurden erstmals fast 13.000 Soldaten mit etwa 4.000 Radfahrzeugen und 481 Kettenfahrzeugen auf dem Truppenübungsplatz Munster zusammengezogen, um Erfahrungen bezüglich Taktik, Gliederung, Bewaffnung und Ausrüstung eines solchen neuen Verbandstypen zu gewinnen. Als Ergebnis der Übung wurde festgehalten, dass die Organisation für operative Einsätze geeignet schien und in der Kombination von Panzerbrigade und Schützenbrigade viele Einsatzmöglichkeiten entstanden. Offensichtlich wurde jedoch auch, dass die Dynamik im Gefecht die Führung schwierig machte und zur Lageerkundung eine enge Kooperation mit den eigenen Luftstreitkräften zu suchen war. Auch wurde erkannt, dass der massierte Einsatz einer Großzahl von Fahrzeugen für erfolgreiche Operationen der Panzerdivisionen erforderlich war. Die Ausrüstung mit Ultrakurzwellen-Funkgeräten wurde gefordert, da sich erwies, dass Funk das beste Führungsmittel für motorisierte Verbände darstellte.
Am 18. Januar 1935 wurde entschieden, dass die ersten drei regulären Panzerdivisionen mit ihren drei Panzerbrigaden möglichst schnell aufzustellen seinen. Als Ziel wurde der 1. Oktober 1935 bestimmt, wobei der Stab der künftigen 2. Panzer-Division aus der Versuchs-Panzerdivision heraus bereits als im November 1934 gebildet galt. Die beiden Panzerregimenter der Versuchs-Panzerdivision sollten je ein Regiment der neuen 1. und 2. PzDiv werden. Die Dislozierung der Divisionen und ihrer Garnisonen wurde aus defensiv-taktischen Erwägungen heraus vorgenommen, bei denen ein möglicher Angriff Frankreichs auf das Deutsche Reich in Erwägung gezogen wurde. Wie in anderen Ländern wurde, wenn auch vermutlich weniger freiwillig als in anderen Ländern die Kavallerie zum Teil der künftigen Panzertruppe, denn per 15. Mai 1935 wurden Reiterregimenter zur Aufstellung von vier Panzerabteilungen (zur Bildung einer Panzerbrigade) per Befehl des Chefs der Heeresleitung dem Inspekteur der Kraftfahrtruppe unterstellt.
In der zweiten Phase des Heeresaufbauprogramms wurden dann per 15. Oktober 1935 die allerersten deutschen Panzerdivisionen aufgestellt:
- 1. Panzer-Division (Wehrmacht), Kommandeur: Generalleutnant Maximilian von Weichs in Weimar
- 2. Panzer-Division (Wehrmacht), Kommandeur: Oberst Heinz Guderian in Würzburg
- 3. Panzer-Division (Wehrmacht), Kommandeur: Generalleutnant Ernst Feßmann in Berlin

Erstmals waren Großverbände mit Panzern geschaffen worden, welche durch ihre Gliederung und ein eigenes Kommando selbstständig zu operativen Gefechten geeignet waren.
Während die Planungen des deutschen Generalstabes und des Truppenamtes im Jahr 1934 und Anfang 1935 noch verhaltener waren und ein langsamer Aufbau weiterer Panzereinheiten (Brigaden und Abteilungen) in den folgenden Jahren angedacht war, ändern sich bereits Ende 1935 die Ideen im Generalstab. Am 30. Dezember 1935 erhält der Oberbefehlshaber des Heeres ein Memorandum (Bericht 2655/34) mit dem Titel „Überlegungen zur Erhöhung der Offensivkraft des Heeres“. Bestätigt wird darin, dass bisher eine Verteidigungsfähigkeit in einem Mehrfrontenkrieg beabsichtigt war, doch nun müssen man überlegen ob eine größere Angriffskraft nicht auch die Verteidigung stärken würde. Idealerweise sollte dabei eine Panzerabteilung für jede aktive Division und Reservedivision des Heeres verfügbar gemacht werden. Wie kontrovers zu dieser Zeit noch der Nutzen und die Funktion der Panzer gesehen wurde, ergibt sich aus dem Antwortschreiben des Allgemeinen Heeresamtes vom 22. Januar 1936, welches an General Beck adressiert war. Hier wird davon gesprochen, dass Kampfwagen-Truppenteile zur Unterstützung der Infanterie da wären und sogar davon, dass „Vorhandensein von Panzerdivisionen“ in der derzeitigen Form als Fehler erachtet wird. Weiter wird viel auf die Kosten dieser Waffengattung abgestellt und dass eine Schlacht Panzer gegen Panzer unwahrscheinlich wäre. Unbeeindruckt antwortete General Beck im Januar 1936 jedoch, dass man anderer Auffassung sei und dass weiterhin eine Teilmotorisierung analog der französischen division automobiles erforderlich sei, um schnell verlegbare Verbände zu erhalten, welche nicht auf die Schiene angewiesen, das Überraschungsmoment nutzen könnten. Hierbei unterbreitete er bereits Vorschläge, welche Divisionen zu motorisieren wären.
Im Krieg bestanden die Divisionen zunächst aus zwei, später einem Panzer-Regiment, einem, später zwei motorisierten oder teilmechanisierten Schützen-Regimentern, die ab 1943 beide als Panzergrenadiere bezeichnet wurden, sowie einem Artillerieregiment mit zumeist gezogenen, später zum Teil auch gepanzerten Geschützen auf Selbstfahrlafetten. Unterstützt wurden die Regimenter durch Panzerjäger, Pioniere, Flakartillerie, Aufklärungs- und Nachrichtentruppen sowie Sanitäts-, Versorgungs- und Instandsetzungseinheiten in Abteilungsstärke.
Bereits die Divisionen der ersten Kriegsjahre bis 1941 litten unter unzureichender Personalstärke und Kampfwagenausstattung. Für den Russlandfeldzug wurde zwar die Zahl der Panzer-Divisionen von 10 auf 20 verdoppelt, dies allerdings auf Kosten der Stärke bereits bestehender Divisionen. Diese wurden um je ein Panzer-Regiment verkleinert, was deren Kampfkraft theoretisch verringerte. Es hatte sich aber schon beim Überfall auf Polen gezeigt, dass die Panzer-Divisionen zu panzerlastig waren. Stattdessen fehlte es ihnen an unterstützenden motorisierten Infanterieverbänden. Für die Neuaufstellungen wurden die Verbände geteilt, um auf diese Weise neue Verbände mit erfahrenem Personal ausstatten zu können. Als Ergebnis wurde zwar die Zahl der Divisionen verdoppelt, doch vermehrten sich die Panzerabteilungen nur um 40 %. Da zusätzlich innerhalb der Abteilungen die Ausstattung mit Panzern geringfügig geändert worden war, ergab sich insgesamt nur eine Verstärkung um etwa 30 %. Weiterhin wiesen die Divisionen einen komplexen Bestand an Panzermodellen auf, was vor allem der anfangs unbefriedigenden Leistung der deutschen Panzerindustrie und der hohen Anzahl „erbeuteter“ Panzer, etwa aus der Zerschlagung der Rest-Tschechei, geschuldet war. So waren mehrere Divisionen nur mit tschechischen oder französischen Beutepanzern ausgestattet, was im Feld eine Vielzahl logistischer Probleme aufwarf. Jedoch wurden diese mit Funkgeräten nachgerüstet und wiesen damit eine bessere Gefechtsführungsfähigkeit auf als bei den gegnerischen Verbänden.
Der Wert von Panzer-Divisionen zeigte sich im Zweiten Weltkrieg besonders dort, wo Verbände in der Tiefe operieren oder weit umfassende Flankenangriffe führen konnten. Hier zeigte sich die Überlegenheit vollmotorisierter und gepanzerter Verbände der Wehrmacht gegenüber der nur zu Fuß beweglichen Infanterie, die sich bis zum Ende des Zweiten Weltkrieges auf deutscher Seite wegen zunehmenden Mangels an modernen Transportmitteln wie Kfz und des allgemeinen Übergangs in die Defensive wieder auf traditionelle Kampfformen zurückgeworfen sah. Der Militärhistoriker Martin van Creveld bezeichnete dies als den Prozess der „Entmotorisierung“ der Wehrmacht. Diese mangelnde Beweglichmachung der Infanterie führte dann auch während der Rückzüge zu den großen Katastrophen im Ostfeldzug.
Allerdings traten auch sehr schnell die offensichtlichen Nachteile von Panzer-Divisionen zu Tage: Hoher Ressourcenverbrauch an Kraftstoff und Ersatzteilen und die zu Fuß marschierenden Infanterie-Divisionen derselben Armeekorps konnten ihnen nur langsam folgen. Die von Panzern gebildeten Kessel konnten nicht ausreichend abgeriegelt und schnell genug durch die Infanterie „gesäubert“ werden. 1941 beobachtete man bereits das Phänomen der wandernden Kessel. In unübersichtlichem Gelände wie Wald, Ortschaften oder urbanem Gefechtsgelände war der Einsatz von Panzerverbänden ohne begleitende Infanterie gegenüber feindlichen Panzerabwehrkräften problematisch.

## Panzerdivisionen nach dem Zweiten Weltkrieg
Nach dem Zweiten Weltkrieg wurden Panzerdivisionen das Kernstück der meisten modernen Armeen. Insbesondere stand sich auf deutschem Gebiet beiderseits der innerdeutschen Grenze eine Massierung von Panzerverbänden gegenüber.
Aufgrund der veränderten sicherheitspolitischen Lage seit dem Ende des Kalten Krieges verloren große Panzerverbände stark an Bedeutung. Gründe dafür sind ihre fehlende globale Beweglichkeit, ihre eingeschränkte Einsatzmöglichkeit in panzerhemmenden Gebieten (Wald, Siedlungen, Gebirge) und die gestiegene Verwundbarkeit des Panzers durch große Fortschritte in der Raketen-, Munitions- und Aufklärungstechnik. Trotz dieser Tendenz wurden allerdings in den letzten zwei Irakkriegen (1991 und 2003) und in Afghanistan (2001) die nach wie vor große Kampfkraft und Schutzwirkung des Panzers erneut bestätigt. Länder, die bereits eine vollständige Ablösung der Panzerwaffe durch leichtere, beweglichere Fahrzeuge in Betracht zogen, änderten dieses Vorhaben wieder ab (so verzichtete Kanada auf die Aufstellung von Stryker-Großverbänden nach dem Vorbild der US Army und beschaffte stattdessen u. a. 20 Leopard 2 A6 zum Einsatz in Afghanistan). Zwar wird der Kampfpanzer somit durchaus weiterhin eine Rolle in Konflikten spielen, allerdings wird er eher in kleinen Gruppen in enger Kooperation mit der Infanterie zum Einsatz kommen.

## Deutsche Panzerdivisionen

### Wehrmacht
| - 1. Panzer-Division - 2. Panzer-Division - 3. Panzer-Division - 4. Panzer-Division - 5. Panzer-Division - 6. Panzer-Division - 7. Panzer-Division - 8. Panzer-Division - 9. Panzer-Division - 10. Panzer-Division - 11. Panzer-Division - 12. Panzer-Division - 13. Panzer-Division - 14. Panzer-Division - 15. Panzer-Division - 16. Panzer-Division - 17. Panzer-Division - 18. Panzer-Division - 19. Panzer-Division - 20. Panzer-Division - 21. Panzer-Division - 22. Panzer-Division - 23. Panzer-Division - 24. Panzer-Division - 25. Panzer-Division, „Panzer-Division Norwegen“ - 26. Panzer-Division - 27. Panzer-Division - 45. Panzer-Division „Clausewitz“ - 116. Panzer-Division - 155. Panzer-Division - 178. Panzer-Division - 179. Panzer-Division - 232. Panzer-Division - 233. Panzer-Division - Fallschirm-Panzer-Division 1 „Hermann Göring“ - Panzerlehr-Division |

### Waffen-SS
- 1. SS-Panzer-Division Leibstandarte SS Adolf Hitler
- 2. SS-Panzer-Division „Das Reich“
- 3. SS-Panzer-Division „Totenkopf“
- 5. SS-Panzer-Division „Wiking“
- 9. SS-Panzer-Division „Hohenstaufen“
- 10. SS-Panzer-Division „Frundsberg“
- 12. SS-Panzer-Division „Hitlerjugend“

### Nationale Volksarmee (NVA)
- 7. Panzerdivision (Standort: Dresden)
- 9. Panzerdivision „Heinz Hoffmann“ (Standort: Eggesin)

### Bundeswehr
- 1. Panzerdivision
- 3. Panzerdivision
- 5. Panzerdivision
- 7. Panzerdivision
- 10. Panzerdivision
- 12. Panzerdivision

## Australische Panzerdivisionen
- 1st Armoured Division
- 2nd Armoured Division
- 3rd Armoured Division

## Britische Panzerdivisionen
- Guards Armoured Division
- 1st Armoured Division
- 2nd Armoured Division
- 6th Armoured Division
- 7th Armoured Division
- 8th Armoured Division
- 9th Armoured Division
- 10th Armoured Division
- 11th Armoured Division
- 42nd Armoured Division
- 79th Armoured Division

## Französische Panzerdivisionen

### Frankreichfeldzug
- 1. Leichte mechanisierte Division (1re DLM)
- 2. Leichte mechanisierte Division (2e DLM)
- 3. Leichte mechanisierte Division (3e DLM)
- 1. Gepanzerte Division (1re DCr)
- 2. Gepanzerte Division (2e DCr)
- 3. Gepanzerte Division (3e DCr)
- 4. Gepanzerte Division (4e DCr)

### Nach 1943
- 1re division blindée (1re DB)
- 2e division blindée (2e DB)
- 3e division blindée (3e DB)
- 5e division blindée (5e DB)
- 6e division légère blindée (6e DLB)
- 7e division blindée (7e DB)

## Italienische Panzerdivisionen

### Im Zweiten Weltkrieg
- 131. Panzerdivision „Centauro“
- 132. Panzerdivision „Ariete“
- 133. Panzerdivision „Littorio“
- 136. Panzerdivision “Giovani Fascisti”

### Nach 1945
- Panzerdivision „Centauro“
- Panzerdivision „Ariete“
- Panzerdivision „Pozzuolo del Friuli“

## Japanische Panzerdivisionen

### Kaiserlich Japanische Armee
- 1. Panzer-Division
- 2. Panzer-Division
- 3. Panzer-Division
- 4. Panzer-Division

### Bodenselbstverteidigungsstreitkräfte
- 7. Panzer-Division

## Kanadische Panzerdivisionen
- 4th (Armoured) Division
- 5th (Armoured) Division

## Polnische Panzerdivisionen
- 1. Polnische Panzerdivision (1 Dywizja Pancerna)

## Sowjetische und russische Panzerdivisionen

### Zweiter Weltkrieg
- 1. bis 61., 101., 102., 104., 105., 107. bis 112. Panzerdivision

(Nach 1942 setzte die sowjetische Armee anstelle von Panzerdivisionen insgesamt 31 sogenannte Panzerkorps ein, die meist aus drei Panzerbrigaden sowie einer motorisierten Schützenbrigade und Unterstützungstruppen bestanden. Verschiedene dieser Einheiten wurden mit der Benennung als Garde-Einheiten ausgezeichnet.)

### Nach 1945
- 4. Gardepanzerdivision
- 5. Gardepanzerdivision
- 9. Panzerdivision
- 10. Gardepanzerdivision
- 17. Gardepanzerdivision
- 21. Gardepanzerdivision
- 90. Gardepanzerdivision
- 193. Panzerdivision

Im Gegensatz zu den mot.-Schützendivisionen bestand eine Panzerdivision aus zwei Panzerregimentern und einem Mot-Schützenregiment, die jedoch nicht untereinander gemischt wurden. Der überwiegende Anteil einer russischen Panzerdivision bestand aus Kampfpanzern als einer Schwerpunktwaffe, die nicht das Gefecht der verbundenen Kräfte ermöglichte, sondern im Angriff den Durchbruch durch überlegene Feuerkraft.

## Südafrikanische Panzerdivisionen
- 6th Armoured Division

## US-amerikanische Panzerdivisionen
- 1st Armored Division „Old Ironsides“
- 2nd Armored Division „Hell on wheels“
- 3rd Armored Division „Spearhead Division“
- 4th Armored Division
- 5th Armored Division „Victory Division“
- 6th Armored Division „Super Sixth“
- 7th Armored Division „Lucky Seventh“
- 8th Armored Division „The Iron Snake“
- 9th Armored Division „Phantom Division“
- 10th Armored Division „Tiger Division“
- 11th Armored Division „Thunderbolt“
- 12th Armored Division „Hellcat Division“
- 13th Armored Division „Black Cat Division“
- 14th Armored Division „Liberator Division“
- 16th Armored Division
- 20th Armored Division
- 49th Armored Division „Lone Star“

- 1st Cavalry Division „The First Team“
- 2nd Cavalry Division „Buffalo Soldiers“